# Mareco
Mareco is een plaats (freguesia) in de Portugese gemeente Penalva do Castelo en telt 128 inwoners (2001).